# Trzebiesza
Trzebiesza – wieś w Polsce położona w województwie lubelskim, w powiecie opolskim, w gminie Opole Lubelskie.
W latach 1975–1998 miejscowość administracyjnie należała do ówczesnego województwa lubelskiego.
Wieś stanowi sołectwo w gminie Opole Lubelskie. Według Narodowego Spisu Powszechnego z roku 2011 wieś liczyła 222 mieszkańców.

## Historia
Wieś należącą do dóbr opolskich w województwie lubelskim w 1704 roku odziedziczyła Teresa Dunin-Borkowska, żona wojewody lubelskiego Stanisława Tarły. Trzebiesza, wieś w powiecie nowoaleksandryjskim (puławskim), gminie i parafii Opole. Posiadała 17 osad z gruntem 339 morgi. Wieś wchodziła w skład dóbr Opole. Podług spisu z 1827 roku we wsi było 12 domów zamieszkałych przez 119 mieszkańców.
Regestry pogłównego z roku 1676 podają, że wieś Trzebiesza, wchodząca w skład dóbr Opole, należących do kasztelana połanieckiego, płaciła od 46 głów poddanych (Pawiński, Kodeks Małopolski, 34a).